# Kožlí (Boemia meridionale)
Kožlí è un comune della Repubblica Ceca facente parte del distretto di Písek, in Boemia Meridionale.